# Nederland op het Junior Eurovisiesongfestival 2008
Nederland nam deel aan het Junior Eurovisiesongfestival 2008, dat werd gehouden op 22 november 2008 in Limasol, Cyprus. Het was de zesde deelname van het land op het Junior Eurovisiesongfestival. De AVRO was verantwoordelijk voor de Nederlandse bijdrage.

## Selectie
Het Junior Songfestival, de nationale preselectie voor het Junior Eurovisiesongfestival, werd gewonnen door zangeres Marissa Grasdijk met het lied 1 dag. 
De AVRO ontving 1000 inzendingen voor de preselectie. 73 artiesten werden gevraagd om deel te nemen aan de live audities die doorgingen op 28 en 29 april in Rhenen. Daar werden 17 deelnemers weerhouden, waarvan er later nog 7 moesten afvallen om tot de 10 nummers te komen die meestreden in de liveshows. Deze werden gehouden in de vorm van twee halve finales en een daaropvolgende finale. 
| Plaats | Artiest | Lied                    | Kinderjury | Vakjury | Publiek | Totaal |
| ------ | ------- | ----------------------- | ---------- | ------- | ------- | ------ |
| 1      | Suzanne | Strijd                  | 12         | 9       | 12      | 33     |
| 2      | Melissa | Als ik in de lucht kijk | 10         | 10      | 10      | 30     |
| 3      | RReADY  | Musical                 | 7          | 12      | 9       | 28     |
| 4      | Lauren  | Denk eens aan een ander | 9          | 7       | 8       | 24     |
| 5      | Rick    | Meisje van mijn dromen  | 8          | 8       | 7       | 23     |

| Plaats | Artiest         | Lied                | Kinderjury | Vakjury | Publiek | Totaal |
| ------ | --------------- | ------------------- | ---------- | ------- | ------- | ------ |
| 1      | Marissa         | 1 Dag               | 10         | 12      | 12      | 34     |
| 2      | Roufaida        | Vandaag             | 12         | 9       | 7       | 28     |
| 3      | Delano          | Doe je ding nu      | 9          | 10      | 8       | 27     |
| 4      | Teuntje         | Geef me mijn dromen | 8          | 7       | 10      | 25     |
| 5      | Paola & Claudia | Dansmena            | 7          | 8       | 9       | 24     |

| Plaats | Artiest  | Lied                    | Kinderjury | Vakjury | Publiek | Totaal |
| ------ | -------- | ----------------------- | ---------- | ------- | ------- | ------ |
| 1      | Marissa  | 1 Dag                   | 12         | 12      | 10      | 34     |
| 2      | RReADY   | Musical                 | 8          | 10      | 12      | 30     |
| 3      | Roufaida | Vandaag                 | 10         | 9       | 8       | 27     |
| 4      | Suzanne  | Strijd                  | 9          | 8       | 9       | 26     |
| 5      | Melissa  | Als ik in de lucht kijk | 7          | 7       | 7       | 21     |

## In Limassol
In Cyprus trad Marissa op als elfde deelnemer, na Malta en voor Oekraïne. Ze behaalde de 13e plaats op 15 deelnemers, met een totaal van 27 punten. Tot 2015 was dit de laagste plek die Nederland behaald had

### Gekregen punten
| 12 punten           | 10 punten | 8 punten      | 7 punten | 6 punten         |
| ------------------- | --------- | ------------- | -------- | ---------------- |
|                     |           |               |          |                  |
| 5 punten            | 4 punten  | 3 punten      | 2 punten | 1 punt           |
| - België - Litouwen |           | - Wit-Rusland |          | - Cyprus - Malta |